# كفر حوم
كفر حوم قرية سورية تتبع ناحية مركز حارم في منطقة حارم في محافظة إدلب. بلغ عدد سكانها 1,143 نسمة في عام 2004 حسب إحصاء المكتب المركزي للإحصاء.